# تود كولي
تود كولي (بالإنجليزية: Todd Cooley)‏ هو لاعب كرة قدم أمريكية أمريكي، ولد في 7 سبتمبر 1975 في ناشفيل في الولايات المتحدة.